# Hans Leu (młodszy)
Hans Leu mł. (ur. ok. 1490 w Bazylei, zm. 24 października 1531 w Gubel) – szwajcarski malarz zamieszkały i tworzący w Zurychu, syn Hansa Leu starszego.   
Hans Leu tworzył pod wpływem szkoły naddunajskiej, głównie Albrechta Altdorfera (wiele dzieł Leu jest opatrzonych monogramem Altdorfera) i Albrechta Dürera, w którego warsztacie pracował w 1510 roku. 
Jest autorem kilku skrzydeł ołtarzowych, na których przedstawiał wizerunki świętych. Sposób przedstawiania krajobrazów przypomina styl Altdorfera. Zaprojektował kilka obrazów witrażowych. 
Hans Leu zginął w 1531 roku w bitwie na wzgórzu Gubel, gdzie był jednym z żołnierzy zaciężnych.